# Júlio Botelho
Júlio Botelho (29 de juliol de 1929 - 10 de gener de 2003) fou un futbolista brasiler.

## Selecció del Brasil
Va formar part de l'equip brasiler a la Copa del Món de 1954.

## Palmarès
Portuguesa
- Torneio Rio-São Paulo: 1952, 1955

ACF Fiorentina
- Serie A: 1955–56

Palmeiras
- Campionat paulista: 1959, 1963
- Campionat brasiler de futbol: 1960
- Torneio Rio-São Paulo: 1965